# MLB London Series
Die MLB London Series ist eine Vereinbarung der Major League Baseball, in der reguläre Saisonspiele im Olympiastadion in London, Großbritannien, zu spielen. Unter dem Sponsor Mitel, heiß das Event 2019 offiziell Mitel & MLB Present London Series 2019 und war das erste MLB-Spiel, das jemals in Europa gespielt wurde. Die ersten beiden Spiele wurden zwischen den Boston Red Sox und den New York Yankees am 29. und 30. Juni 2019 ausgetragen. Die zweite Serie von Spielen war für den 13. und 14. Juni 2020 geplant. Teilnehmen sollten die St. Louis Cardinals und die Chicago Cubs. Die Serie wurde aufgrund der COVID-19-Pandemie abgesagt.

## Hintergrund
Am 8. Mai 2018 gab die MLB eine zweijährige Vereinbarung über die Durchführung von Baseballspielen im London Stadium in den Spielzeiten 2019 und 2020 bekannt. Die Eröffnungsserie wurde zwischen den Red Sox und Yankees gespielt. Das Motto der Serie war "Old Rivalry, New Ground" (deutsch: Alte Rivalität, neuer Boden) da die Rivalität zwischen den beiden Teams bereits seit über 100 Saisons besteht.
Außerhalb der Vereinigten Staaten und Kanadas hat die MLB zuvor reguläre Saisonspiele in Australien, Japan, Mexiko und Puerto Rico und Frühjahrstrainingsspiele in China veranstaltet. Es wurde aber noch nie ein Event in Europa veranstaltet.
Kelhem Salter, Direktor für Wachstum und Strategie der MLB in der Region EMEA, betonte, dass Europa ein "wichtiger Wachstumsmarkt" für die Liga sei. Im Gegensatz zu den anderen Ländern, in denen die MLB internationale Spiele veranstaltet habe, sei Baseball in Großbritannien nicht so beliebt und etabliert. Im Mai 2018 startete die Liga ein einjähriges Kulturprogramm mit dem Titel "The 108" (bezogen auf die Anzahl der Maschen auf einem Standard-Baseball), um für die London Series.

## Teilnehmende Teams

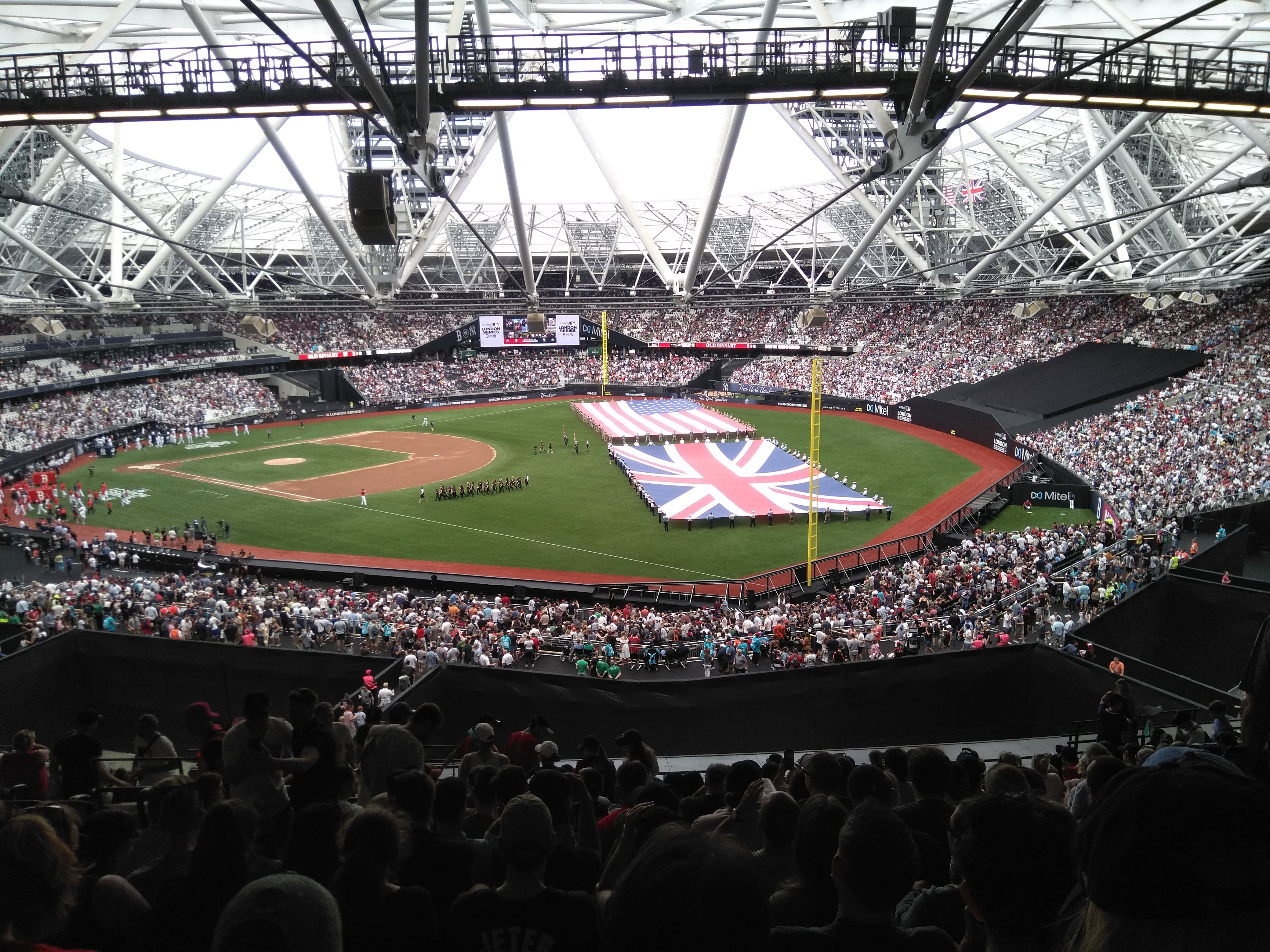
MLB London Series 2019

Die Eröffnungsserie wurde zwischen den Red Sox und Yankees gespielt, die ein besonderes Interesse an der Teilnahme an der London Series bekundet hatten. Salter bemerkte, dass die Yankees und Red Sox zu den berühmtesten Teams der MLB gehöre. Über die Muttergesellschaft der Red Sox, der Fenway Sports Group, sind sie auch im Besitz des Premier League Clubs FC Liverpool.

### 2020
Im Mai 2019 kündigte die MLB an, dass die Chicago Cubs und St. Louis Cardinals, ein weiteres Paar langjähriger Rivalen, im Juni 2020 in London eine Zwei-Spiele-Serie spielen würden. Aufgrund der COVID-19-Pandemie wurden die Spiele abgesagt. Commissioner Rob Manfred erklärte, dass "es unwahrscheinlich war, dass die Veranstaltungen stattfinden würden und die rechtzeitige Absage ermöglichte es uns, wichtige finanzielle Ressourcen zu schonen". Der Beginn der Saison 2020 wurde aufgrund der Pandemie verschoben und die MLB sagte weitere geplante Spiele in Puerto Rico und Mexiko aus ähnlichen Gründen ab.

### 2023
Am 9. Mai 2022 kündigten Commissioner Manfred und Londons Bürgermeister Sadiq Khan eine langfristige Partnerschaft zwischen der Liga und der Stadt an, die reguläre Saisonspiele in den Jahren 2023, 2024 und 2026 sowie weitere Großereignisse in den nächsten fünf Jahren vorsieht. Am 4. August 2022 wurde das erste Spiel der erweiterten Partnerschaft bekannt gegeben: Die Cubs und die Cardinals werden am 24. und 25. Juni 2023 eine Serie von zwei Spielen in London bestreiten. Das erste Spiel gewannen die Cubs mit 9:1. Das zweite Spiel die Cardinals mit 7:5.

### 2024
Am 24. Juni 2023 wurde bekannt gegeben, dass die Serie 2024 am 8. und 9. Juni zwischen den New York Mets und den Philadelphia Phillies ausgetragen wird.

## Veranstaltungsort
Die Wahl eines Veranstaltungsortes mit den richtigen Abmessungen für ein Baseballfeld war schwierig, zumal die meisten Stadien in der Region London in erster Linie für Fußball konzipiert sind. MLB-Beamte hatten mehrere Optionen (einschließlich Cricketfelder wie das The Oval) geprüft, bevor sie das Olympiastadion als Standort festgelegt hatten. Die Anlage wurde ursprünglich für die Olympischen Sommerspiele 2012 gebaut; Ende 2015 wurde berichtet, dass MLB-Beamte die Abmessungen des Stadions gemessen und als potenziell für Baseball geeignet erachtet hatten und die Möglichkeit ausgehandelt hatten, dort Spiele abzuhalten.

## Unterhaltung
Zu den Spielen 2019 gehörten: die Bodencrew, die "Y.M.C.A." aufführt, wie es im Yankee Stadium geschieht; ein "Sweet Caroline"-Singalong, wie im Fenway Park und "Take Me Out to the Ball Game" im Seventh-inning stretch. "New York, New York", das nach jedem Spiel im Yankee Stadium gespielt wird, wurde nach beiden Yankee-Siegen gespielt, obwohl die Spiele als Heimspiele für die Red Sox gewertet wurde. Die Fans stimmten auch für das Maskottchenrennen ab und entschieden sich für Winston Churchill, Freddie Mercury, Heinrich VIII. und das Loch Ness Monster.  "The Freeze", ein mit Elastan bekleideter Sprinter, der gegen Fans bei den Spielen von Atlanta Braves rennt, erschienene auch.

## Serienübersicht
| Jahr | Datum    | Auswärtsteam     | Ergebnis | Heimteam              | Stadt                                       | Stadion                                     | Besucherzahl                                |
| ---- | -------- | ---------------- | -------- | --------------------- | ------------------------------------------- | ------------------------------------------- | ------------------------------------------- |
| 2019 | 29. Juni | New York Yankees | 17–13    | Boston Red Sox        | Vereinigtes Königreich, London              | London Stadium                              | 59.659                                      |
| 2019 | 30. Juni | New York Yankees | 12–8     | Boston Red Sox        | Vereinigtes Königreich, London              | London Stadium                              | 59.059                                      |
| 2020 | 13. Juni | Chicago Cubs     | abgesagt | St. Louis Cardinals   | Abgesagt aufgrund der der COVID-19-Pandemie | Abgesagt aufgrund der der COVID-19-Pandemie | Abgesagt aufgrund der der COVID-19-Pandemie |
| 2020 | 14. Juni | Chicago Cubs     | abgesagt | St. Louis Cardinals   | Abgesagt aufgrund der der COVID-19-Pandemie | Abgesagt aufgrund der der COVID-19-Pandemie | Abgesagt aufgrund der der COVID-19-Pandemie |
| 2023 | 24. Juni | Chicago Cubs     | 9–1      | St. Louis Cardinals   | Vereinigtes Königreich, London              | Olympiastadion London                       | 54.662                                      |
| 2023 | 25. Juni | Chicago Cubs     | 5–7      | St. Louis Cardinals   | Vereinigtes Königreich, London              | Olympiastadion London                       | 55.565                                      |
| 2024 | 8. Juni  | New York Mets    |          | Philadelphia Phillies | Vereinigtes Königreich, London              | Olympiastadion London                       |                                             |
| 2024 | 9. Juni  | New York Mets    |          | Philadelphia Phillies | Vereinigtes Königreich, London              | Olympiastadion London                       |                                             |